# DoReMi Fantasy: Milon no DokiDoki Daibōken
DoReMi Fantasy: Milon no DokiDoki Daibouken (ドレミファンタジー ミロンのドキドキ大冒険?  en inglés, DoReMi Fantasy: Milon's Heart-Pounding Great Adventure) es un videojuego de plataformas para Super Famicom. Desarrollado y publicado por Hudson Soft el 22 de marzo de 1996, únicamente en Japón. El juego es una secuela de Milon's Secret Castle (Nintendo Entertainment System).
- Datos: Q5285919